# العلاقات الجنوب إفريقية الفرنسية
العلاقات الجنوب أفريقية الفرنسية هي العلاقات الثنائية التي تجمع بين جنوب أفريقيا وفرنسا.

## مقارنة بين البلدين
هذه مقارنة عامة ومرجعية للدولتين:
| وجه المقارنة                                              | جنوب أفريقيا | فرنسا                                                    |
| --------------------------------------------------------- | --- | -------------------------------------------------------- |
| المساحة (كم2)                                             | 1.22 مليون | 643.80 ألف                                               |
| عدد السكان (نسمة)                                         | 57.73 مليون | 67.12 مليون                                              |
| الكثافة السكانية (ن./كم²)                                 | 47.32 | 104.26                                                   |
| العاصمة                                                   | بريتوريا، بلومفونتين، كيب تاون | باريس                                                    |
| اللغة الرسمية                                             | لغة إنجليزية، اللغة الأفريقانية، اللغة النديبلي الجنوبية، اللغة السوثو الشمالية، اللغة السوتية، لغة سوازي، اللغة التسونجا، اللغة التسوانية، اللغة الفيندية، اللغة الكوسية، اللغة الزولوية | لغة فرنسية                                               |
| العملة                                                    | راند جنوب أفريقي | يورو، فرنك س ف ب، فرنك فرنسي، Livre tournois ‏            |
| الناتج المحلي الإجمالي (بليون دولار)                      | 349.42 مليار | 2.58 تريليون                                             |
| الناتج المحلي الإجمالي (تعادل القوة الشرائية) بليون دولار | 725.91 مليار | 2.87 تريليون                                             |
| الناتج المحلي الإجمالي الاسمي للفرد دولار أمريكي          | 5.72 ألف | 36.20 ألف                                                |
| الناتج المحلي الإجمالي للفرد دولار أمريكي                 | 13.05 ألف | 39.33 ألف                                                |
| مؤشر التنمية البشرية                                      | 0.666 | 0.888                                                    |
| رمز المكالمات الدولي                                      | +27 | +33                                                      |
| رمز الإنترنت                                              | .za | .fr، .bzh ‏، .tf، .re، .wf، .yt، .pm، .paris              |
| المنطقة الزمنية                                           | ت ع م+02:00، أفريقيا/جوهانسبرغ ‏ | أوروبا/باريس ‏، توقيت وسط أوروبا، توقيت وسط أوروبا الصيفي |

## مدن متوأمة
في ما يلي قائمة باتفاقيات التوأمة بين مدن جنوب أفريقية وفرنسية:
- ترتبط ديربان مع نانت باتفاقية توأمة.
- ترتبط كيب تاون مع نيس باتفاقية توأمة منذ 10 نوفمبر 2017.[16][16][16][16]
- ترتبط جوهانسبرغ مع ثان باتفاقية توأمة منذ 1982.

## منظمات دولية مشتركة
يشترك البلدان في عضوية مجموعة من المنظمات الدولية، منها:
| علم المنظمة | اسم المنظمة                        | تاريخ انضمام جنوب أفريقيا | تاريخ انضمام فرنسا |
| ----------- | ---------------------------------- | ------------------------- | ------------------ |
|             | وكالة ضمان الاستثمار متعدد الأطراف | 10 مارس 1994              | 28 ديسمبر 1989     |
|             | الأمم المتحدة                      | 7 نوفمبر 1945             | 24 أكتوبر 1945     |
|             | الفريق المعني برصد الأرض           | ?                         | ?                  |
|             | مجموعة العشرين                     | ?                         | 26 سبتمبر 1999     |
|             | منظمة حظر الأسلحة الكيميائية       | ?                         | ?                  |
|             | منظمة التجارة العالمية             | 1995                      | 1995               |
|             | منظمة الشرطة الجنائية الدولية      | ?                         | ?                  |
|             | البنك الإفريقي للتنمية             | ?                         | ?                  |
|             | مؤسسة التنمية الدولية              | 12 أكتوبر 1960            | 30 ديسمبر 1960     |
|             | نظام تحكم تكنولوجيا القذائف        | 1995                      | 1987               |
|             | يونسكو                             | 4 نوفمبر 1946             | 4 نوفمبر 1946      |
|             | الاتحاد البريدي العالمي            | ?                         | ?                  |
|             | البنك الدولي للإنشاء والتعمير      | 27 ديسمبر 1945            | 27 ديسمبر 1945     |
|             | المنظمة الهيدروغرافية الدولية      | ?                         | ?                  |
|             | الاتحاد الدولي للاتصالات           | 1910                      | 1866               |
|             | مؤسسة التمويل الدولية              | 3 أبريل 1957              | 20 يوليو 1956      |
|             | مجموعة الموردين النوويين           | ?                         | ?                  |

## وصلات خارجية
- موقع وزارة الخارجية الجنوب أفريقية
- موقع وزارة الخارجية الفرنسية